# Perotis rara
Perotis rara är en gräsart som beskrevs av Robert Brown. Perotis rara ingår i släktet Perotis och familjen gräs. Inga underarter finns listade i Catalogue of Life.